# Iphiaulax fastidiator
Iphiaulax fastidiator är en stekelart som först beskrevs av Fabricius 1781.  Iphiaulax fastidiator ingår i släktet Iphiaulax och familjen bracksteklar.

## Underarter
Arten delas in i följande underarter:
- I. f. difficilis
- I. f. fuscitarsis
- I. f. nigroguttatus
- I. f. corallinus